# Lago Leqinat
Il lago Leqinat o lago Liçenat o lago Lićenat è un lago del Kosovo situato sulla catena montuosa del Prokletije, vicino al confine con il Montenegro. Prende il nome dalla montagna Leqinat.